# Logatom
Logatom (stgr. λόγος lógos „wyraz” + ἄτομος átomos „niepodzielny” ) – sylaba służąca do badania rozumienia mowy w audiometrii słownej, która łączona jest z innymi logatomami w wyrazy niemające znaczenia w danym języku. Bezsensowne wyrazy tworzone są po to, aby badany nie wspomagał się znajomością języka w procesie rozumienia mowy. Powoduje to, iż wyniki testów są bardziej obiektywne. Logatomy tworzone są na podstawie badań statystycznych występowania poszczególnych głosek w danym języku, aby utworzone wyrazy były jak najbardziej podobne do wyrazów w nim występujących . Logatomy wykorzystuje się również w fonetyce, logopedii oraz w psycholingwistyce, do badania percepcji słuchowej .
Przykłady „wyrazów” utworzonych z polskich logatomów: chońki, mijka, ćla, zmufkać, zjol, wbuńdzi.

## Logatomy w literaturze
Użycie logatomów do badania zrozumiałości transmisji radiowej opisane jest w powieści Joanny Chmielewskiej Klin. Wymienione w niej „wyrazy” składające się z logatomów to: brząścić, wiątek, krztąc, pierzag, mątla, piąrze.

## Literatura
- Kazimierz Polański, Logatomy, [w:] Kazimierz Polański (red.), Encyklopedia językoznawstwa ogólnego, wyd. 2, Wrocław: Ossolineum, 1999, s. 345, ISBN 83-04-04445-5, OCLC 835934897.
- Joanna Chmielewska: Klin. Warszawa: Kobra, 2010. ISBN 978-83-61455-29-5.